# 白金三品
白金三品，指汉武帝元狩四年（公元前119年）发行的银锡合金货币，因有圆形龙币、方形马币、椭形龟币三种而得名。

## 历史
汉武帝元狩四年（公元前119年），西汉王朝为缓解财政困难、解决财政危机，利用府库中的银锡铸行夹锡银币三种，称为“白金三品”。白金三品为银锡合金货币，包括圆形龙币、方形马币和椭形龟币三种。圆形龙币，又名白选、白馔，外形为圆形，上铸造有龙纹，重八两，值三千；方形马币，外形为方形，铸有马纹，重六两，值五百；椭形龟币，肉圆好方，币形像龟，以龟甲为币文，重四两，值三百。白金三品均为虚价大面值货币，因名值与实值相差悬殊，盗铸现象严重，流通仅四年便不得不废弃。
“白金三品”作为货币，记载最早见于《史记》。《史记·平准书》记载“又造银锡为白金。以为天用莫如龙，地用莫如马，人用莫如龟，故白金三品：其一重八两，圜之，其文龙，名曰‘白选’，直三千；二曰‘以重差小’，方之，其文马，直五百；三曰‘复小’，椭之，其文龟，直三百。”

## 研究
龙币背面有一圈变体的古希腊文。

## 备注
1. ↑  一说椭形币雕铸有蛇形图案[2]
2. ↑  部分资料称其为中国最早的虚拟货币[4]